# Astragalus floridulus
Astragalus floridulus es una especie de planta del género Astragalus, de la familia de las leguminosas, orden Fabales.

## Distribución
Astragalus floridulus se distribuye por Nepal, Bután, Chumbi, Sikkim, Tíbet y China.

## Taxonomía
Fue descrita científicamente por D. Podl. Fue publicada en Sendtnera 1: 270 (1993).